# Keszthelyi Mihály
Keszthelyi Mihály, született Keszli (Budapest, 1922. december 11. – Budapest, 2000. március 11.) válogatott labdarúgó, csatár, majd edző.

## Pályafutása

### Klubcsapatban
1937-ben a Csepeli MOVE csapatában kezdte a labdarúgást. 1941-ben igazolt a WMFC Csepelhez. 1942-ben és 1943-ban bajnok lett a csapattal, majd a második világháború után 1948-ban is tagja volt a bajnokcsapatnak. 1957-ben vonult vissza az aktív labdarúgástól.

### A válogatottban
1946 és 1953 között 6 alkalommal szerepelt a válogatottban és 1 gólt szerzett. Ötszörös B-válogatott (1945–49, 8 gól), hétszeres egyéb válogatott (1945–50, 1 gól).

### Edzőként
1957-től edzőként dolgozott a Csepelnél. 1961-ig a serdülő csapat, 1964-ig a tartalék csapat edzője volt. 1965 és 1974 lett először az első csapat vezetőedzője. 1974-ben a VM Egyetértéshez szerződött, amely fél év múlva egyesült az MTK-val MTK–VM néven. A fúzió után ő lett a kék-fehérek vezetőedzője. Legnagyobb sikere az 1976-os magyar kupa döntőjébe jutás volt. 1978-ban visszatért Csepelre, ahol egy idényt kivéve (1979–80) 1983-ig irányította a csapat munkáját.
Utolsó idényében, 1983-ban 4. lett a bajnokságban a csapattal.

## Sikerei, díjai

### Játékosként
- Magyar bajnokság
  - bajnok: 1941–42, 1942–43, 1947–48
  - 3.: 1945-tavasz, 1945–46
- Magyar Népköztársasági Sportérdemérem ezüst fokozat (1951)[2]
- A Magyar Népköztársaság kiváló sportolója (1951)[3]

### Edzőként
- Magyar bajnokság
  - 4.: 1982–83
- Magyar kupa (MNK)
  - döntős: 1976
- Mesteredző (1983)

## Statisztika

### Mérkőzései a válogatottban
| Magyarország | Magyarország         | Magyarország                 | Magyarország | Magyarország | Magyarország  | Magyarország | Magyarország | Magyarország |
| #            | Dátum                | Helyszín                     | Hazai        | Eredmény     | Vendég        | Kiírás       | Gólok        | Esemény      |
| ------------ | -------------------- | ---------------------------- | ------------ | ------------ | ------------- | ------------ | ------------ | ------------ |
| 1.           | 1946. április 14.    | Bécs, Práter stadion         | Ausztria     | 3 – 2        | Magyarország  | barátságos   | -            | 46'          |
| 2.           | 1947. szeptember 14. | Bécs, Práter stadion         | Ausztria     | 4 – 3        | Magyarország  | barátságos   | -            |              |
| 3.           | 1948. május 23.      | Tirana, Qernal Stafa-stadion | Albánia      | 0 – 0        | Magyarország  | Balkán-kupa  | -            |              |
| 4.           | 1949. július 10.     | Debrecen, Nagyerdei stadion  | Magyarország | 8 – 2        | Lengyelország | barátságos   | 1            | 49'          |
| 5.           | 1949. október 16.    | Bécs, Práter stadion         | Ausztria     | 3 – 4        | Magyarország  | barátságos   | -            | 47'          |
| 6.           | 1953. október 4.     | Szófia, Levszki-stadion      | Bulgária     | 1 – 1        | Magyarország  | barátságos   | -            |              |
|              | Összesen             |                              |              | 6            | mérkőzés      |              | 1            | gól          |